# Valentin Sabbath
Valentin Sabbath, död 29 maj 1720, var en källarmästare, vinskänk och krögare i Stockholm. Sabbatsberg i nuvarande Vasastaden i Stockholm, där Sabbath hade malmgård och värdshus, är uppkallat efter honom.

## Biografi

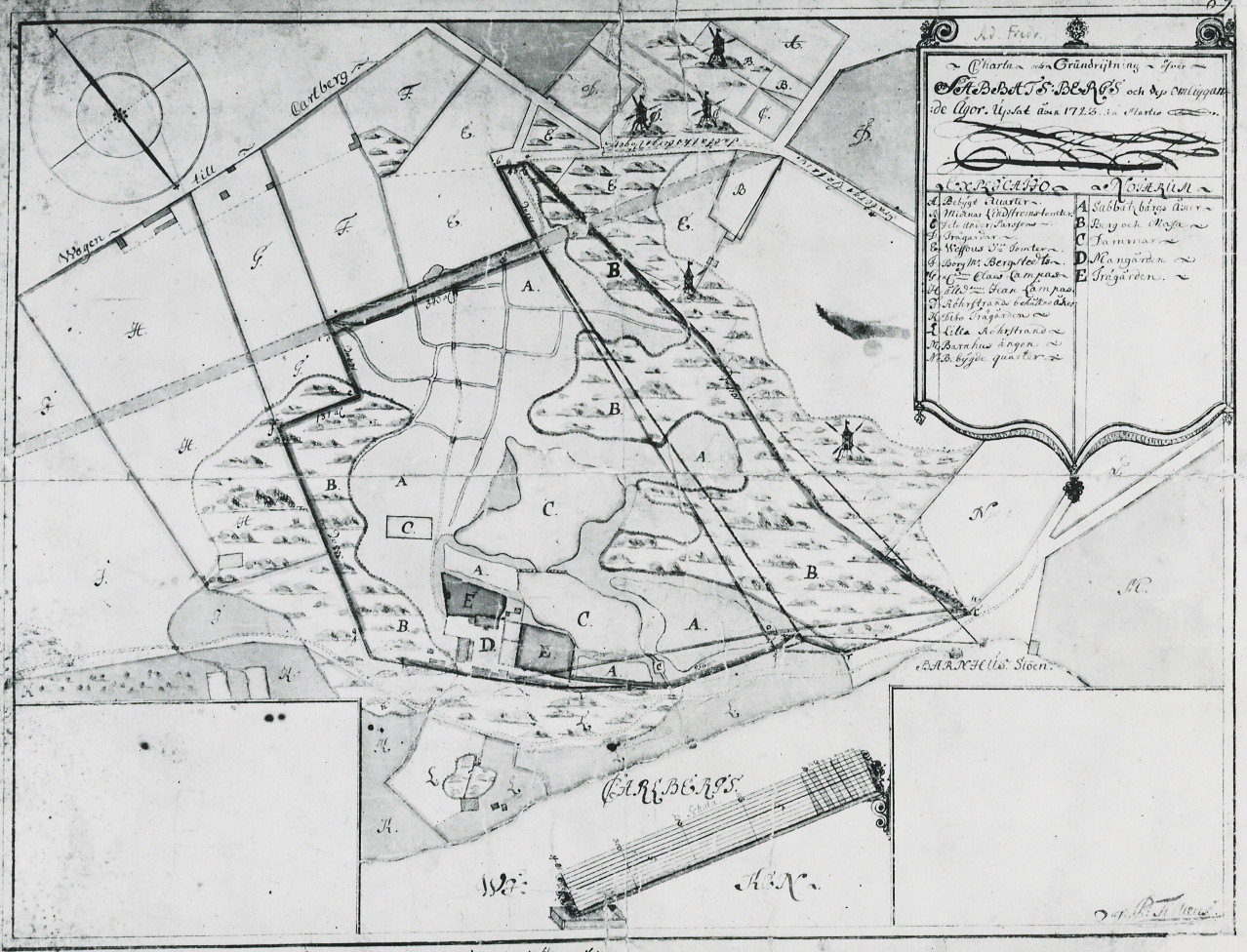
Valentin Sabbaths egendom enligt Petrus Tillaeus tomtkarta från 1723.

Valentin Sabbath invandrade från Tyskland under slutet av 1600-talet och skulle bli den mest kända och driftigaste av värdshusvärdarna och vinskänkarna i Stockholm under den karolinska tidens slutskede. Han drev med framgång Källaren Rostock vid Västerlånggatan 45 och Förgyllda Lejonet vid Tyska brinken och lär ha blivit en förmögen man. Han var gift tre gånger och fick sammanlagd tio barn.
Hans namn förknippas idag med området Sabbatsberg där han 1709 förvärvade en tomt om 26 tunnland som tidigare hörde till egendomen Rörstrand. Här låg även ett tegelbruk och stora lergropar norr därom där man tagit lera för tegeltillverkningen sedan slutet av 1200-talet. Själva tegelbruket ingick inte i köpet däremot, väckte lergroparna Sabbaths intresse. Här ville han bygga sin malmgård och anlägga karpdammar i lergroparna samt försköna det av tegelbruket sargade landskapet. Den egentliga anledningen till Sabbaths etablering så långt utanför staden var dock att öppna en värdshusrörelse. Platsen var lämplig eftersom här gick landvägen till Rörstrands slott och Karlbergs slott som båda efter Slottsbranden 1697 nyttjades av kungliga hovet. Dessutom hade utvärdshusen vid denna tid kommit på modet.

## Sabbaths malmgård

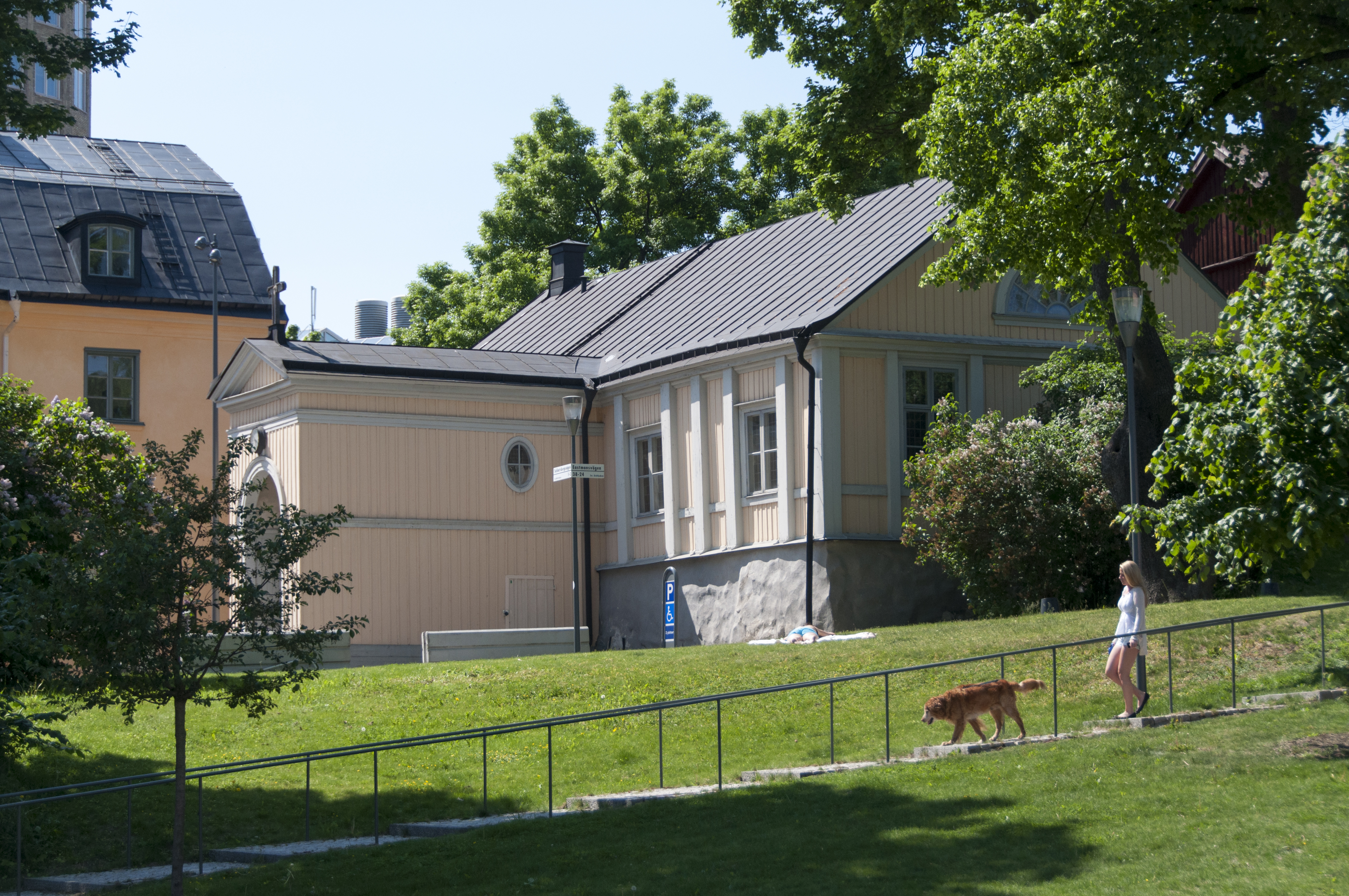
Sabbatsbergs kyrka, före detta malmgården Sabbathsberg, foto från 2013.

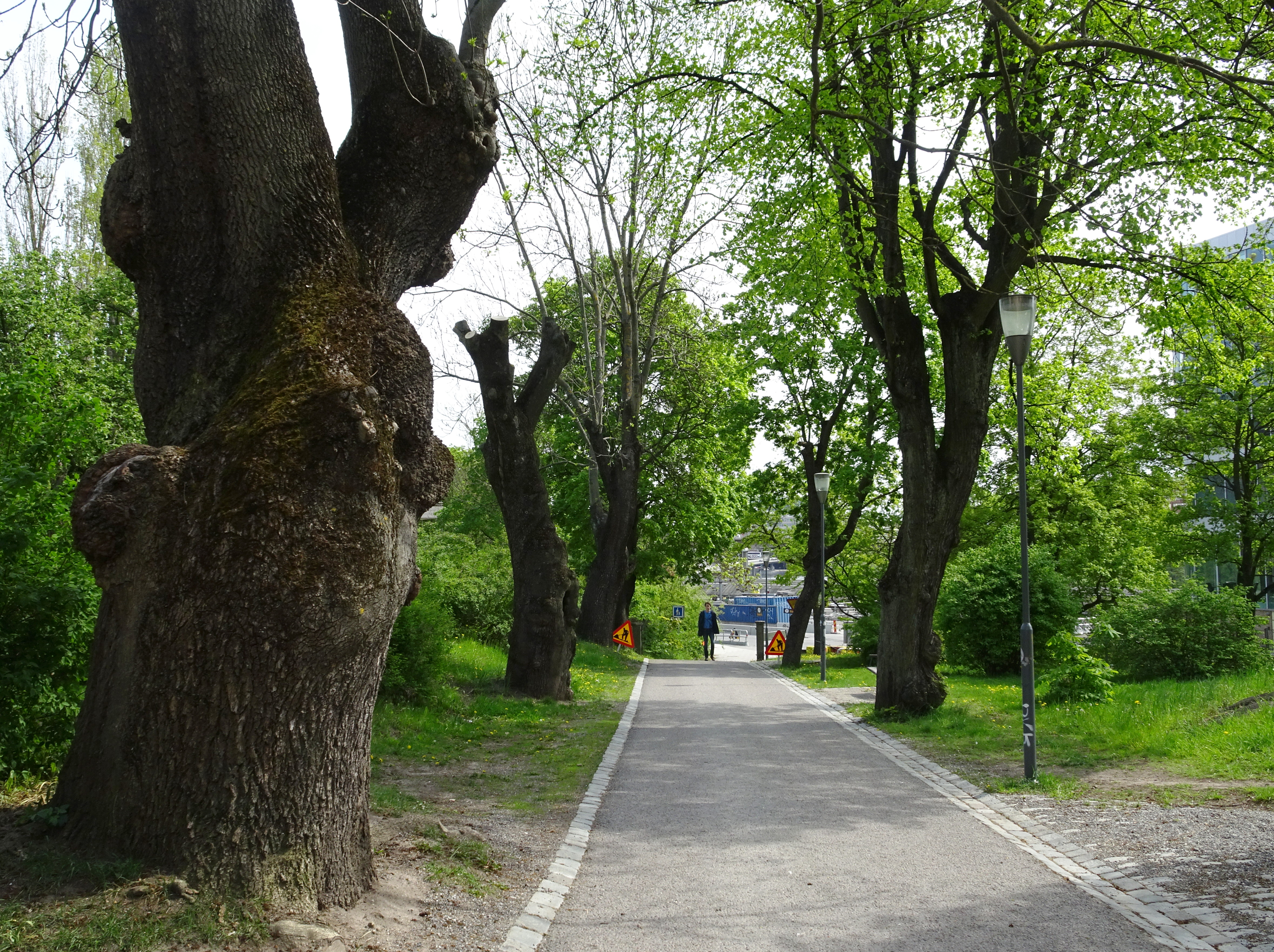
Sabbatsbergsvägens gamla alléträd är fortfarande bevarade, maj 2019.

År 1717 stod Sabbaths bebyggelse färdig och fick namnet Sabbatsberg. Anläggningen bestod av bland annat en huvudbyggnad och två flyglar. Den nordöstra flygeln var själva värdshuset. Sydvästra flygeln innehöll stall, loge och lada, och låg på den plats där Nicolaihuset byggdes 1758. Till egendomen hörde åkrar, trädgårdar och dammarna. På Petrus Tillaeus karta från 1723 syns Sabbaths hela gårdsanläggning och hans karpdammar norr därom. På Tillaeus karta från 1733 kallas de Rinkes Karp Dammar efter munskänken Johan Friedrich Rinck som köpte Sabbaths egendom 1724. Han kallade stället Rinkeshov vilket dock inte vann allmänhetens gehör.
Till Sabbaths gårdsanläggning kom man via en kort trädplanterad allé som motsvarar dagens Sabbatsbergsvägen vilken leder från Torsgatan uppför en backe till den nuvarande bebyggelsen. Mangården var ett panelat trähus i en våning med hel källare. Det hade stengrund och ett högt, valmat tak. Till husets entré förde en dubbelarmad fritrappa, under denna förde en port in till den välvda källaren. Bottenvåningen bestod av sex rum och en förstuga. På vinden fanns två kamrar utan uppvärmning.
I bouppteckningen efter Sabbath uppräknas i den ”stora byggningen” en sal och fem kamrar, vilka tydligen användes som gästrum. Av möbleringen framgår att byggnaden nyttjades som värdshus. I bouppteckningen anges exempelvis att stora salen innehöll bland annat ett ekbord och tre furubord samt 28 trästolar. En av kamrarna var möblerad med en furusäng, tre läderstolar och fyra trästolar samt ett furubord.  
Möbleringen i värdshuset (nordöstra flygeln) utgjordes av tolv läderstolar, två långa ”källarbord”, ett kontorsbord, ett ovalt furubord och ett bord med brädspel samt ett furuskåp. Innanför källarstugan låg salen och innanför denna en kammare, båda ganska rikt möblerade. Intill flygelns ena gaveln fanns en iskällare täckt med torvtak.
Efter Sabbaths död 1720 och flera ägarbyten inköptes egendomen på en auktion 1751 av Stockholms fattighusdelegerade. Sabbaths gamla huvudbyggnad finns kvar än idag, dock i kraftig ombyggd form. Huset utgör stommen (ytterväggarna) i Sabbatsbergs kyrka som inrättades 1761 för Sabbatsbergs fattighus.